# Gyula Beliczay
Gyula Beliczay (Julius Von) (født 10. august 1835 i Komárom, Ungarn, død 30. april 1893) var en ungarsk komponist, pianist, professor, lærer, dirigent og ingeniør.
Beliczay studerede i sin ungdom klaver og komposition i sin hjemby. Han blev oprindeligt uddannet som ingeniør i Wien (1851-1857), men studerede herefter komposition samme sted privat hos bl.a. Joachim Hoffmann og Franz Krenn. Beliczay har skrevet 2 symfonier, orkesterværker, kammermusik, religiøsmusik, klaverstykker og vokalmusik etc. Han var ven med Richard Wagner og Franz Liszt, som prægede hans kompositions stil. Beliczay var professor og lærer i komposition på Musikkonservatoriet i Budapest.

## Udvalgte værker
- Symfoni nr. 1 (i D-mol) (1887) - for orkester
- Symfoni nr. 2 (i D-dur) (1892) - for orkester